# Niclas Kindvall
Niclas Kindvall (ur. 18 lutego 1967 w Rotterdamie) – były szwedzki piłkarz grający na pozycji napastnika. Jest synem Ove Kindvalla, również piłkarza, wielokrotnego reprezentanta kraju. W sezonie 1993/94 został królem strzelców w najwyższej klasie rozgrywkowej w Szwecji – Allsvenskan z 23 strzelonymi bramkami. W reprezentacji wystąpił sześciokrotnie, nie zdobył w niej jednak żadnego gola.